# اصبهدوست
اصبهدوست (بالفارسية: اسپهدوست) كان ضابطًا عسكريًا ديلميًا خدم في عهد الأسرة البويهية، ظهر لأول مرة كضابط للحاكم البويهي معز الدولة أثناء غزوه للعراق العبَّاسيَّة عام 945. علاوة على ذلك، تم ذكر اسفهدوست لاحقًا على أنه صهر معز الدولة، وبعد عام واحد، شارك في الدفاع عن بغداد ضد الحمدانيين. في عام 948، خطط اسفهدوست مع الخليفة العباسي المُطيع لله، لمؤامرة ضد معز الدولة، لكن معز الدولة علم بها، وسجن اسفهدوست، والذي توفي لاحقاً.